# B型準矮星
B型準矮星（Bがたじゅんわいせい、Subdwarf B star、sdB star）は、スペクトル型がB型の準矮星（主系列星より暗い星）である。白色矮星のように高温でコンパクトな星だが、白色矮星ほど極端な高密度ではない。

## 概要
ヘルツシュプルング・ラッセル図上の分布から「極水平分枝星」(extreme horizontal branch stars) とも呼ばれ、赤色巨星が、中心核でのヘリウム核融合の開始を待たずに水素の外層を失うことで形成されると考えられている。水素の外層は、通常の星の進化ではもっと後になって流出するが、なぜこのような早い時期に流失が起きるのかははっきりしていない。ただ、連星系に属する天体の場合、伴星との相互作用が重要なメカニズムの一つと考えられている。
連星系に属さないsdB星は、白色矮星が衝突・融合した天体とされる。連星系に属さないB型準矮星の別の形成メカニズムとして、赤色巨星に飲み込まれた巨大ガス惑星が赤色巨星の早期の質量喪失を引き起こすという説も提唱されている。
B型準矮星は白色矮星より明るい。そのため、球状星団、渦巻銀河中心のバルジ、楕円銀河など、古い星の集団に属する高温星が発する光のうち、かなりの部分を占めている。
sdB星は太陽の0.5倍前後の質量を有する。組成に占める水素の割合は1%に過ぎず、残りはほとんどヘリウムである。半径は太陽の0.15倍から0.25倍、温度は2万Kから4万Kに分布している。星の進化としては、以降巨星段階を経ずに直接白色矮星へ向かうと予想されている。

## 変光星
B型準矮星には二種類の変光星の存在が知られている。
一つ目は90秒から600秒の短い変光周期を持つタイプで、EC14026型変光星、あるいは、うみへび座V361型変光星と呼ばれている。変光は音波モードによる星の周期的振動に由来するもので、大気を不透明にしている鉄族の元素が電離されることで引き起こされるとする説がある。視線速度の変化を示す曲線は、位相が光度曲線から90度ほどずれており、また重力加速度は光度が最大のとき最小になることが観測されている。
二つ目の変光は、周期が45分から180分と比較的長く、光度の振幅は0.1%と小さい。PG1716型変光星、ヘルクレス座V1093型変光星、あるいはLPsdBV (Long-period variable subdwarf B) と呼ばれる。これに分類されるsdBは、29,000Kから35,000Kの表面温度を持つものに限られる。